# Xuru Co
Xuru Co (kinesiska: Xuru Cuo, 许如错) är en sjö i Kina. Den ligger i den autonoma regionen Tibet, i den sydvästra delen av landet, omkring 460 kilometer väster om regionhuvudstaden Lhasa. Xuru Co ligger 4 714 meter över havet. Arean är 205 kvadratkilometer. Den sträcker sig 24,0 kilometer i nord-sydlig riktning, och 13,7 kilometer i öst-västlig riktning.
Genomsnittlig årsnederbörd är 618 millimeter. Den regnigaste månaden är juli, med i genomsnitt 151 mm nederbörd, och den torraste är december, med 14 mm nederbörd.